# Маумун Абдул Гајум
Маумун Абдул Гајум (рођен као Абдула Маумун Хаири; 29. децембар 1937) је малдивски државник и дипломата. Служио је као 3. председник Малдива од 1978. до 2008. године. Пре него што је постао председник, био је министар транспорта од 1977. до 1978. и стални представник Малдива при Уједињеним нацијама од 1976. до 1977. године. Након што је завршио шест председничких мандата, Гајум је постао најдуговечнији председник у Азијa.
Гајум је рођен и одрастао у Малеу. Након што је дипломирао на Универзитету Ахмаду Бело у Нигерији, вратио се на Малдиве 1971. и радио као наставник у школи Аминија. Касније је именован за менаџера поморског одељења у влади. Гајум је 1973. године стављен под кућни притвор због критике политика тадашњег председника Насира. Касније је протеран на Макунудху на четири године, али је пуштен након пет месеци као део амнестије након поновног избора председника Насира за други мандат. Године 1974. поново је ухапшен због континуиране критике Насирових политика, али је након 50 дана у затвору пуштен и, 1975. године, именован за специјалног потсекретара у Канцеларији премијера. Гајум је касније служио као заменик амбасадора Малдива у Шри Ланки и именован је за заменика министра транспорта под министром Хасаном Зариром. Након што је служио као заменик министра, именован је за сталног представника Малдива при Уједињеним нацијама 1976. године. Након што се ослободило место министра транспорта, Гајум је именован на ту позицију. Како се председник Насир одлучио да не кандидује за реизбор, у Грађанском Маджлису одржан је глас за кандидата, а Гајум је изабран. У јулу 1978. Гајум је победио на председничком референдуму са 92,96% гласова.